# 光萼小菱叶蓝钟花
光萼小菱叶蓝钟花（学名：Cyananthus microrhombeus var. leiocalyx）为桔梗科蓝钟花属下的一个变种。

## 扩展阅读
- 維基物種上的相關：光萼小菱叶蓝钟花